# LTV7
LTV7 е телевизионен канал в Латвия, втора програма на обществената държавна телевизия LSM. Стартира през 1961 г. Той наследява LTV2 (1991 – 2003). До 2025 г. предлага програми и на руски език. Излъчва спорт, филми и развлекателни програми.

## История
Стартира като втора програма на Латвийската телевизия през 1961 г. След обявяването на независимост на Латвия през 1991 г. каналът се преименува на LTV2. През 1998 г. LTV2, заедно с всички останали телевизионни канали в Латвия, преминава от аналоговата система SECAM към аналоговата цветна система PAL. През януари 2003 г. след промени в Латвийската телевизия LTV2 се преименува на LTV7.
На 30 август 2004 г. стартира рускоезичното сутрешно предаване „Утро-7“, продуцирано от Media Group Russian-Europe съвместно с Латвийската телевизия, предоставяща техническа помощ. В предаването участват руски телевизионни знаменитости като: Владимир Молчанов, Александър Гордън, Екатерина Гордън, Левон Оганезов, Павел Кашин и по-късно Ксения Стриж. Предаването е закрито на 28 януари 2005 г., няколко месеца след старта си. Директивите на Латвийската телевизия са, че „Утро-7“ не отговаря на профила на телевизионни канал и че рейтингите му не отговарят на очакванията, съчетано с кризата със зрителската аудитория на Латвийсакта телевизия по това време. На следващия делничен ден (31 януари) LTV7 стартира излъчване в 7:30 ч. сутринта.

### Премахване на рускоезичните програми
През юни 2020 г. ръководителят на Националния съвет за електронни масмедии (NEPLP) обявява, че рускоезичните програми по LTV7 ще бъдат прекратени, но по-късно се отказва, докато не бъде създаден специален новинарски канал на руски език. През септември 2024 г. Съветът за обществени електронни и масови медии (SEPLP) обявява, че поради план, наложен от правителството на Латвия за премахване на употребата на руски език в обществения живот, LTV7 ще прекрати излъчването на програми на руски език от 1 януари 2025 г. и ще стане 100% латвийски канал по отношение на езиковия дял, подобно на LTV1. Последната програма на руски език е Tonight.LSM+News, след което руското съдържание е ограничено до онлайн платформите – уебсайта и социалните медии.

## Логотипи

### LTV2
- 1991 – 1997 г.
- 1997 – 2000 г.
- 2000 – 2003 г.

### LTV7
- 2003 – 2006 г.
- 2006 – 2012 г.
- 2012 – 2021 г.
- след 2021 г.